# Esquadrão

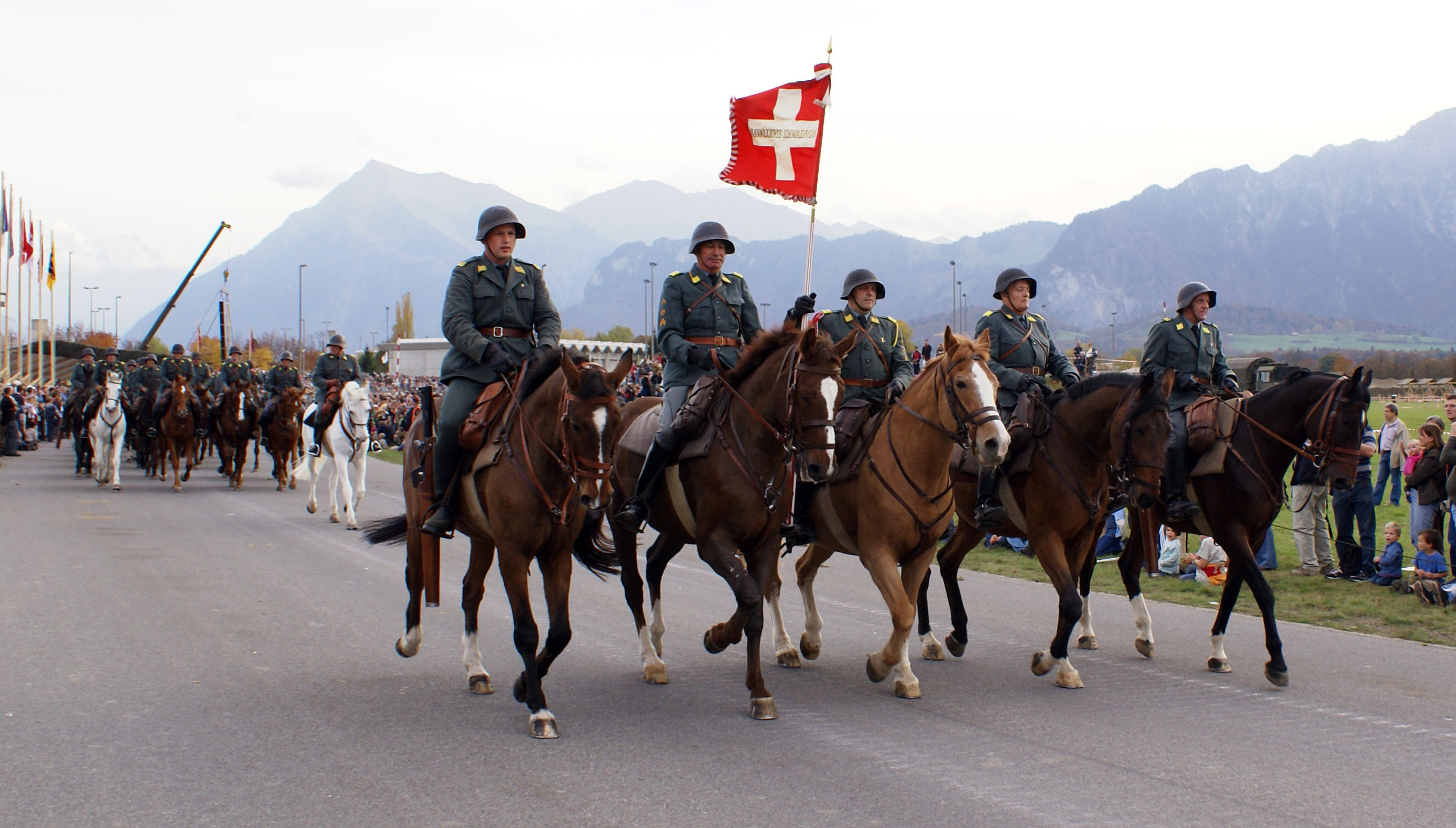
Esquadrão de cavalaria do Exército Suíço.

O esquadrão é um tipo de pequena unidade militar. Normalmente, a designação "esquadrão" é hoje aplicada às subunidades de cavalaria de escalão equivalente ao da companhia de infantaria, sob o comando de um capitão e subdivididas em pelotões. 
Historicamente, durante o século XVII o esquadrão constituía uma formação tática de infantaria, passando no século XVIII a designar uma unidade de cavalaria equivalente ao batalhão de infantaria. Durante a segunda metade do século XIX, na maioria dos exércitos abandonou o uso do termo "companhia" na arma de cavalaria, passando a designar "esquadrão" aquele escalão de unidade. 
Nas forças armadas de diversos países, o termo "esquadrão" também é aplicado a unidades aéreas, bem como a unidades de outras armas terrestres que não a cavalaria. Nas marinhas dos países de língua inglesa, o termo "esquadrão" (squadron) é também aplicado a um tipo de força naval correspondente à que - na maioria dos restantes países, incluindo os de língua portuguesa - se designa "esquadra".

## História

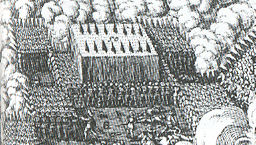
Terço espanhol do século XVII, formado em esquadrão.

Até meados do século XVII, designava-se "esquadrão" a formação tática de infantaria que adotavam os terços dos exércitos ibéricos em combate. Os esquadrões eram blocos geométricos, normalmente em forma de quadrado, que podiam englobar até 8 000 piqueiros, arcabuzeiros e mosqueteiros. Os esquadrões podiam, além disso, ser apoiados por cavalaria e por artilharia. Nos flancos dos esquadrões, formavam-se as mangas (pequenos quadrados de arcabuzeiros ou mosqueteiros) que os apoiavam e defendiam.
A partir do século XVIII, a designação "esquadrão" passou a ser aplicada às unidades de cavalaria aproximadamente equivalentes ao batalhão de infantaria. Na maioria dos exércitos europeus, cada esquadrão formava a quarta parte de um regimento de cavalaria, englobando, por sua vez, duas ou três companhias de cavalaria.
No final do século XIX, a grande maioria dos exércitos europeus ou de inspiração europeia deixou de usar o termo "companhia" na arma de cavalaria, substituindo-o pelo termo "esquadrão". O esquadrão passou, então, a ser a subunidade de cavalaria equivalente à companhia de infantaria. Por sua vez, a unidade de cavalaria equivalente ao batalhão passou a ser designada "grupo de esquadrões" ou "regimento".

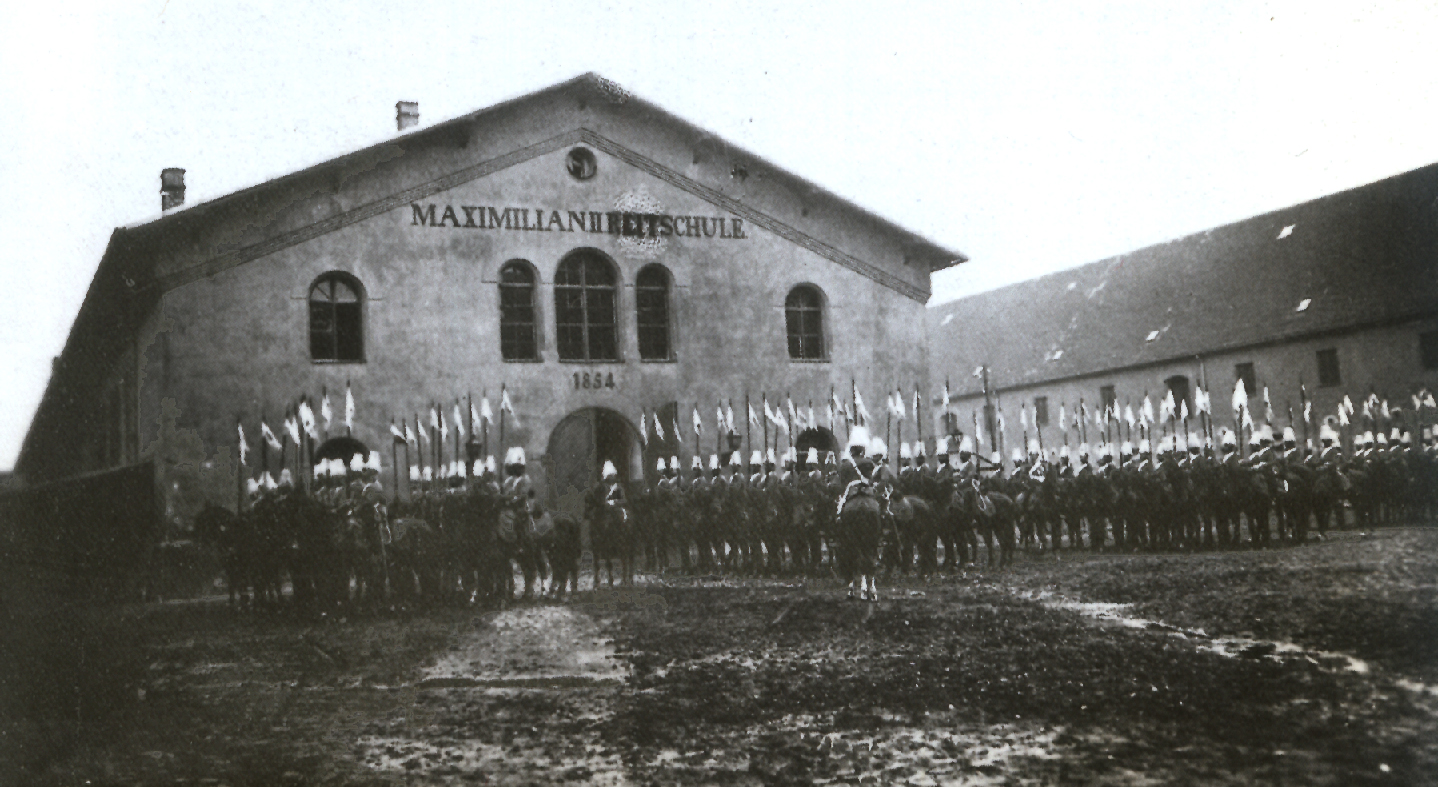
Esquadrão de cavalaria pesada do Exército Bávaro, no início do século XX.

No século XX, com a transformação progressiva das unidades de cavalaria hipomóvel em unidades motorizadas ou blindadas, a designação "esquadrão" manteve-se por tradição como designação das unidades deste tipo.
Hoje em dia, em grande parte dos exércitos do mundo, a designação "esquadrão" é aplicada às subunidades da cavalaria ou das armas que são herdeiras das tradições da antiga cavalaria. Assim, além de esquadrões a cavalo - hoje em dia, praticamente restritos a funçõees cerimoniais - existem esquadrões de carros de combate, esquadrões de reconhecimento blindado, esquadrões de helicópteros e outros.
O tamanho dos esquadrões terrestres varia entre 12 e 20 carros de combate ou outros tipos de viaturas blindadas. Conforme o exército, dentro de cada unidade, cada esquadrão é identificado por um cardinal (nº.1, nº.2, nº.3, etc.), por uma letra (A, B, C, etc.) ou por um ordinal (1º, 2º, 3º, etc.).

## O esquadrão por países

### Brasil
Na cavalaria do Exército Brasileiro o esquadrão também é uma unidade equivalente à companhia e à bateria da infantaria e artilharia respectivamente. Os esquadrões de combate podem ser independentes quando subordinados diretamente a uma brigada de infantaria ou de cavalaria, ou serem orgânicos de um regimento de cavalaria, que por sua vez sempre são subordinados a uma brigada de cavalaria, alguns exemplos são:
- Esquadrão de Cavalaria Paraquedista (independente de um regimento de cavalaria, se subordina diretamente ao comando da Brigada de Infantaria Paraquedista);
- Esquadrões de fuzileiros (orgânicos dos regimentos de cavalaria blindados);
- Esquadrões de blindados (orgânicos dos regimentos de cavalaria mecanizados);
- Esquadrões de carros de combate (orgânicos dos regimentos de carros de combate).

Já na aviação do Exército Brasileiro, há uma peculiaridade onde os esquadrões não são equivalentes a subunidades, como a companhia e à bateria, na aviação do Exército Brasileiro os esquadrões são unidades equivalentes aos regimentos da cavalaria, grupos da artilharia e batalhões das demais armas do Exército Brasileiro. Apesar de oficialmente serem denominados batalhões de aviação do Exército, recebem denominações históricas de esquadrões, como os:
- 1.º Batalhão de Aviação do Exército (Esquadrão Falcão);
- 2.º Batalhão de Aviação do Exército (Esquadrão Guerreiro);
- 3.º Batalhão de Aviação do Exército (Esquadrão Pantera);
- 4.º Batalhão de Aviação do Exército (Esquadrão Coronel Ricardo Pavanello).

Na Força Aérea Brasileira também há esquadrões para designar as unidades aéreas, como o Esquadrão Jaguar que opera aviões caças a partir da Base Aérea de Anápolis. Mas a Infantaria da Aeronáutica também possuem seus esquadrões, sendo o mais conhecido o Esquadrão Aeroterrestre de Salvamento (PARA-SAR), unidade de elite da Força Aérea Brasileira que está baseado atualmente na Base Aérea de Campo Grande.

### Estados Unidos da América
No Exército dos EUA, o esquadrão é a unidade de cavalaria equivalente ao batalhão nas outras armas. Cada esquadrão está dividido em tropas (troops) equivalentes a companhias. Até 1883, a cavalaria dos EUA organizava-se em companhias que se agrupavam diretamente em regimentos, não existindo nem tropas nem esquadrões. Hoje em dia, a designações "tropa" e "esquadrão" são aplicadas a algumas unidades de blindados e de aviação do exército, associadas historicamente à cavalaria.

### França
No Exército de Terra francês, o esquadrão é a subunidade da Arma Blindada e Cavalaria (ABC), equivalente à companhia e agrupando, tipicamente, 13 blindados. Na ABC, cada esquadrão é comandado por um capitão que, por isso é também designado "chefe de esquadrão". O seu superior - equivalente ao major em outros exércitos - é designado "chefe de esquadrões", em virtude de comandar um grupo de dois ou mais esquadrões.
No passado, o esquadrão era a unidade de artilharia do Exército Francês equivalente ao batalhão. Por isso mesmo, na artilharia, o posto de oficial de patente equivalente a major é designado "chefe de esquadrão" que é, portanto, hierarquicamente superior ao chefe de esquadrão da ABC.

### Portugal
No Exército Português, o esquadrão é a unidade da arma de cavalaria equivalente à companhia e à bateria. Os esquadrões operacionais podem ser independentes ou estar agrupados em grupos, existindo atualmente:
- Esquadrões de reconhecimento: cada um incluindo três pelotões de reconhecimento e um de morteiros;
- Esquadrões de carros de combate: cada um incluindo três pelotões de carros de combate;
- Esquadrões de Polícia do Exército: no Regimento de Lanceiros Nº 2;
- Esquadrões de comando e serviços: um em cada regimento de cavalaria e no Grupo de Carros de Combate, incluindo pelotões de manutenção, de transporte, de saúde, de obras, de transmissões e de sapadores;
- Esquadrões de apoio de combate: no Grupo de Carros de Combate, incluindo pelotões anticarro e de morteiros.

A extinta Unidade de Aviação Ligeira do Exército também se organizava em esquadrões, estando prevista a existência de esquadrões de helicópteros, de comando, de serviços e de apoio de aeródromo.
Na Guarda Nacional Republicana, o esquadrão também é a unidade de cavalaria equivalente à companhia. Na GNR existem:
- Esquadrões a cavalo: montados a cavalo, usados como força cerimonial, para policiamento em parques urbanos e zonas rurais ou para manutenção e reposição da ordem pública;
- Esquadrões motoblindados: equipados com veículos blindados e motociclos, usados como força de intervenção ou de escolta motorizada;
- Esquadrão Presidencial: usado para guarda do Presidente da República.

Na Força Aérea Portuguesa não é usado o termo "esquadrão", sendo a sua unidade aérea equivalente designada "esquadrilha" e a unidade superior designada "esquadra".

### Reino Unido
No Exército Britânico e, em muitos exércitos da Commonwealth, a designação "esquadrão" - além de ser aplicada às subunidades de Cavalaria equivalentes à companhia na Infantaria - também é aplicada às subunidades, equivalentes, de aviação do exército, engenharia, transmissões, saúde militar, logística e transportes. O esquadrão é, também, a subunidade operacional dos regimentos do SAS. Por tradição, alguns esquadrões britânicos são baptizados com o nome de uma batalha em cujo regimento tenha tido uma participação notável.

## Esquadrão naval
As marinhas dos países anglo-saxónicos usam o termo "esquadrão" (em Inglês: squadron) como equivalente e em vez do termo "esquadra". Nessas marinhas, um esquadrão naval é um agrupamento de navios de grandes dimensões (tradicionalmente couraçados, cruzadores de batalha e cruzadores), normalmente, sob o comando de um oficial general. Hoje em dia, existem também esquadrões de porta-aviões, contratorpedeiros, fragatas e submarinos.

## Esquadrão aéreo
O esquadrão é a unidade básica de voo da maioria das forças aéreas. Tipicamente, cada esquadrão inclui entre 12 e 25 aeronaves do mesmo tipo (caças, bombardeiros, etc), sendo comandado por um tenente-coronel ou major. Cada esquadrão pode estar subdividido em, entre, duas a quatro esquadrilhas. Dois ou mais esquadrões aéreos podem agrupar-se numa unidade de escalão superior que, conforme a nomenclatura usada na respetiva força aérea, é designada "grupo", "ala", "regimento" ou "brigada".
A Força Aérea Portuguesa é uma das poucas que não usa o termo "esquadrão", em vez disso usando o termo "esquadra" para designar a unidade equivalente.
Por extensão e por tradição, muitas das forças aéreas, que usam o termo "esquadrão" para designar as suas unidades de voo, também o usam para designar as suas unidades de apoio no solo.

## Outros usos
Nos meios de comunicação, a palavra inglesa squad é geralmente traduzida incorretamente para português como "esquadrão", quando na realidade significa "esquadra" (no seu sentido de pequena equipe ou unidade militar terrestre). Assim, por exemplo, o termo "esquadrão antibombas" foi popularizado a partir de um erro de tradução do termo inglês bomb squad, bem como o nome do filme Esquadrão Suicida resulta da incorreta tradução do nome original Suicide Squad.